# Johan Nygaardsvold
Johan Nygaardsvold (6. září 1879 – 13. března 1952) byl norský sociálnědemokratický politik, představitel Norské strany práce. Deset let byl premiérem Norska, v letech 1935–1945, z toho v letech 1940–1945 v exilu. Roku 1928 byl krátce ministrem zemědělství. V letech 1934–1935 byl předsedou norského parlamentu, Stortingu. V letech 1920–1922 byl starostou města Malvik.
Byl druhým labouristickým premiérem v historii Norska, jeho předchůdce Christopher Hornsrud však tuto funkci zastával jen krátce roku 1928. V premiérské funkci ho zastihla okupace Norska německými vojsky. Upchl se svou vládou do Londýna, kde pak vedl až do osvobození vládu exilovou. Poválečná vyšetřovací komise konstatovala jeho vinu na nepřipravenosti norské armády na německou invazi, nežádala však žádné postihy, neboť ocenila jeho služby v exilové vládě národní jednoty. Nyggardsvold svou odpovědnost již předtím přijal a vyjádřil ji tím, že rezignoval okamžitě po skončení války (že tak učiní, oznámil roku 1942) a po válce odmítl rentu za svou exilovou činnost.

Měl přezdívku "Gubben" (Starý muž). Jeho desetileté působení v premiérské funkci je druhý nejdelší mandát předsedy vlády v norské historii (po Einaru Gerhardsenovi).

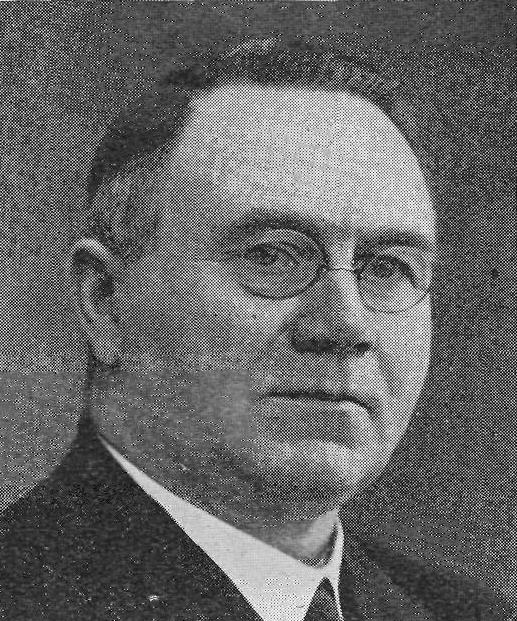
Johan Nygaardsvold